# リナワールド
リナワールド（LINA WORLD）は、山形県上山市にあるヤマコー系列の遊園地。山形県で唯一の遊園地で、年間の入場者は15万人から16万人ほど。11月下旬から翌3月中旬の冬季間は営業を休止する。

## 概要
- 山形交通（現ヤマコー）系列のゴルフ場の隣接地にて温泉が湧出したことをきっかけに1968年に温泉浴場と食堂からなるレストハウスを開業[3]、その後山形交通バスの顧客増加を図るべく遊園地の開発も進め[3]、1969年6月15日に「山交ランド」（やまこうランド）としてオープン[4]。当初は山形交通の子会社・山形観光が経営主体となり[3]、山形県内初の本格的遊園地として総工費1.5億円をかけゴーカート、温泉プール、釣り堀、バラ園、ティーカップ、メリーゴーラウンド、観覧車などを設置した[4]。その後1975年までに遊園地の体制を整えた[3]。
- 1989年に開園20周年を迎え若年層をメインターゲットとした総工費28億円のリニューアル工事に着手、1990年4月に現在の「リナワールド」に名称変更した[5]。「光・風-豊かな自然 水をテーマにした様々な夢のある空間」をコンセプトに[6]、名称はLIGHT（光）の「LI」、NATURE（自然）の「NA」に、WIND（風）・WATER（水）の「W」の頭文字と「WORLD」をかけ合わせたもの[5]。パステル調のテーマカラーを基調とした園内整備や噴水を中心とした洋風庭園などを設けた[5]。
- 1993年、年間入場者数がピークとなる約45万人を記録[2]。
- 1999年4月、ヤマコーがリナワールド事業部を分社子会社化し、株式会社リナワールドとなる。
- 2024年1月1日、ヤマコーが株式会社リナワールドを吸収合併し、リナワールド事業部を設立[7]。
- TVCMのナレーションは山本麻里安。

## アトラクション

### ジョイフルゾーン
- カイトフライヤー
- 魔女のパンプキンツリー
- 宝島
- カチンコチン
- 妖怪寺
- Magicミラーワールド夢幻

### エキサイトゾーン
- 立体迷路DOSAIDA? - としまえんにあった立体迷路「トリックメイズ」を移設し2021年4月29日に開業。名称は8月16日に決定した。
- 急流すべり
- VRシアター
- ドキドキ!からくり道中
- ジャンピングスター
- ウエールズエクスプレス
- サイクルモノレール - 泉陽興業製[5]
- アモーレエクスプレス
- バイキング
- シナモロールのイルミネーションファンタジー
- ウォーターショット
- ゴーカート - 全長800m[5]
- ジェットコースター ディスカバリー
- トロッコ
- コイン式乗り物

### ハローキティ&フレンズ メルヘンランド
サンリオキャラクターが使用されているテーマランド。特にハローキティをデザインした観覧車は日本初。
- ストロベリーカフェ
- フェアリーキティカルーセル - サノヤス・ヒシノ明昌製、1994年「二層カルーセル」として導入、外径13m[8]。
- ハローキティの観覧車 - 高さ35m、ゴンドラ20基、豊栄産業製、1990年「スカイホイール」として導入[5]。
- スカイファン
- メロディトレイン
- エンジェルコースター
- バッテリーカー
- チャイルドコーナー

### 過去のアトラクション
- 飛行塔 - 日本ケーブル製、1969年導入[3]
- ムーンサルト - 明昌特殊産業製、1990年導入[5]。
- トリックゴルフ[5]
- アストロスインガー - 豊永産業製、1988年導入[5]
- フライングカーペット - 豊永産業製、1987年導入、最高高度8.7m、定員24名[9]。
- テレコンバット - 豊永産業製、1988年導入[5]
- パラトルーパー - 豊永産業製[5]、1978年導入[3]
- ロックンロール - 豊永産業製[5]、1982年導入[3]
- シミュレーションシアター - オムニ社製、1992年導入[6]。後に4Dシアター、VRシアターに改装。
- アニメのれるランド - 朝日エンジニアリング製、1993年導入、全長50m、2人乗り2台のSL形ミニ鉄道[10]。
- 森のどうぶつたち - 朝日エンジニアリング製、1993年導入、電磁誘導カート2人乗り2台[10]
- ウェーブスインガー - ジーラー製、1993年導入[10]
- アイスアートミュージアム - 1994年開設[8]
- スクランブルコースター - サノヤス・ヒシノ明昌製、1994年導入、全長250m、2人乗り車両4台。スーパーコースター内をすり抜ける形のコース設計とした[8]。
- スーパーコースター - 豊永産業製、全長約500m[5]、4人乗り4両編成[3]、1980年導入[11]、2022年に乗客の骨折事故により休止[12]、老朽化と共に客席の安全性強化が困難と判断され廃止[11]。

## 園内施設
- イベントホール
- ジョイフルショップ
- アーケードゲーム
- リナビーチ（大型屋外プール、日本アルミ製）[5]
  - 流水プール
  - チューブスライダー
- プラザステージ
- 手作り体験夢工房
- ふれあい動物広場
- 休憩所よしづ

## 交通手段
鉄道の場合
- JR奥羽本線 茂吉記念館前駅から徒歩約20分

車の場合
- 東北中央自動車道 山形上山ICから南へ約1km

バスの場合
- 宮城交通・山交バスの高速バス仙台 - 上山線 リナワールド前下車
- 新潟交通の都市間バスZao号 リナワールド前下車
- JR奥羽本線（山形新幹線） かみのやま温泉駅からバス利用、約5分
- JR奥羽本線（山形新幹線） 山形駅から徒歩10分の山交バス十日町角バス停からバス利用、約20分

## 所在地
- 山形県上山市金瓶字水上108-1